# Giordano Pironti
Giordano Pironti (Terracina, 1210 – Viterbo, 1º ottobre 1269) è stato un cardinale italiano.

## Biografia
Giordano Pironti appartiene ad una famiglia originaria di Ravello. Per lungo tempo (1257-1262) è stato vice-cancelliere dello Stato Pontificio nella cui veste stipulò nel 1259 una permuta di beni con l'Ordine dei Templari.
Dovette procedere al recupero ed alla catalogazione degli epistolari di diversi cancellieri del periodo precedente, quali quelli di Tommaso di Capua, Pier delle Vigne, Nicola da Rocca, Marino di Eboli, Berardo di Napoli e Riccardo da Pofi.
Papa Urbano IV lo elevò al rango di cardinale durante il concistoro del 22 maggio 1262. Dalla data della sua creazione fino alla sua morte avvenuta durante le elezioni di Papa Gregorio X, Giordano è stato cardinale diacono dei Santi Cosma e Damiano.

## Conclavi
Il cardinale Giordano Pironti partecipò a due conclavi:
- 1264/1265, che elesse Clemente IV;
- 1268/1271, che elesse Gregorio X, ma è morto durante queste elezioni.